# Ходячие мертвецы (9-й сезон)
Девятый сезон американского зомби-апокалиптического телесериала «Ходячие мертвецы», разработанного Фрэнком Дарабонтом на основе одноименной серии комиксов, авторства Роберта Киркмана, Тони Мура и Чарли Адларда. Премьера сезона состоялась 7 октября 2018 года на канале AMC, и он состоит из 16 эпизодов; сезон состоит из двух частей, в каждом из которых по восемь эпизодов. Премьера второй половины сезона состоялась 10 февраля 2019 года и завершилась 31 марта 2019 года. Исполнительными продюсерами сезона выступили Роберт Киркман, Дэвид Алперт, Скотт М. Гимпл, Анджела Канг, Грег Никотеро, Том Луз, Дениз Хут и Гейл Энн Хёрд, при этом Канг переняла у Гимпла на себя обязанности шоураннера.
Через восемнадцать месяцев после поражения Нигана (Джеффри Дин Морган) от союза сообществ, возглавляемых Риком Граймсом (Эндрю Линкольн), сезон сосредоточен на объединённых сообществах, так как они сталкиваются с препятствиями и опасностями как снаружи, так и внутри их союза, и при этом надвигается угроза таинственных Шепчущихся.
Девятый сезон стал заключительным для ведущего актёра Эндрю Линкольна, который играл главного персонажа Рика Граймса, начиная с первого сезона сериала. Лорен Коэн, которая играла Мэгги Грин со второго сезона, появилась только в первых пяти эпизодах сезона, так как у неё есть другие обязательства; Коэн вернётся в сериал в 11 сезоне.

## Актёрский состав

### Главные роли
Девятый сезон насчитывает девятнадцать основных актёров. В этом сезоне Кейтлин Нейкон и Том Пэйн были добавлены в открывающую заставку, вместе с Хари Пейтон, которого добавили в шестом эпизоде сезона, хотя ранее они были указаны в графе «также в главных ролях». Каллан Маколифф и Ави Нэш были повышены до статуса основных актёров, когда ранее они были повторяющимися актёрами. Саманта Мортон появляется во второстепенном составе в роли Альфы, предводителя Шепчущихся, которая будет главным антагонистом этого сезона. Это первый сезон, в котором не появятся Чендлер Риггз и Стивен Огг (с момента их первого появления в сериале), и первый, в котором не появится Ленни Джеймс, начиная с его повышения в шестом сезоне (Джеймс не появлялся во втором и четвёртом сезонах сериала). В предыдущих сезонах они были указаны либо как ведущий актёр, либо приглашённый актёр, либо как член основного актёрского состава.

#### Основной состав
- Эндрю Линкольн — Рик Граймс, протагонист сериала. Рик — бывший заместитель шерифа из округа Кинг, Джорджия, и лидер восстановленной Александрии. Он справляется с недавней смертью сына, Карла, и при этом воспитывает свою дочь Джудит вместе со своей партнёршей Мишонн[9].
- Норман Ридус — Дэрил Диксон, южанин-реднек и правая рука Рика. Дэрил является опытным охотником и бывшим вербовщиком Александрии. Он управлял Убежищем с момента падения Нигана, но позже бросил это дело[9].
- Лорен Коэн — Мэгги Грин, вдова Гленна и бывший лидер Хиллтопа. Она является матерью ребёнка от Гленна, Хершела. Она не в ладах с Риком по поводу спасения жизни Нигана, бывшего лидера Спасителей[9].
- Данай Гурира — Мишонн, воительница с катаной и романтический партнёр Рика. Она растит Джудит и она является матерью ребёнка от Рика[9][10].
- Мелисса Макбрайд — Кэрол Пелетье, женщина, преодолевшая несколько травм, умелый и изобретательный боец, которая теперь проживает в Королевстве вместе со своим мужем Иезекиилем[9].
- Аланна Мастерсон — Тара Чамблер, поставщица припасов для Александрии, которая служит посредником между Оушенсайдом, и которая теперь находится в мире с бывшими Спасителями[9].
- Джош Макдермитт — Юджин Портер, трусливый, но умный выживающий человек, который сыграл важную роль в победе над Спасителями, и полон решимости вернуть доверии группы. Он также тайно испытывает чувства к Розите[9][11].
- Кристиан Серратос — Розита Эспиноса, прагматичный член группы, бывший партнёр ныне покойного Абрахама[9].
- Сет Гиллиам — Гэбриэл Стоукс, священник, который примирил свои убеждения с тем, что нужно делать, чтобы выживать[9].
- Росс Маркуанд — Аарон, вербовщик Александрии, который потерял своего бойфренда Эрика во время войны, и теперь растит свою приёмную дочь Грейси[9][12].
- Кейтлин Нейкон — Энид, жительница Александрии, которая изучает медицину у Сиддика[6][13][14].
- Том Пэйн — Пол «Иисус» Ровиа, вербовщик Хиллтопа и правая рука Мэгги, который служит её голосом разума[6][13].
- Джеффри Дин Морган — Ниган, бывший лидер «Спасителей», который находится в заключении после его поражения в предыдущем сезоне[9].
- Хари Пейтон — Иезекииль, харизматичный лидер «Королевства», который помог Рику победить Нигана и его Спасителей. Он женат на Кэрол[13].
- Саманта Мортон — Альфа, лидер Шепчущихся, таинственной группы, которые носят кожу мертвецов, чтобы скрыть их присутствие[8].

#### Также в главных ролях
- Ксандер Беркли — Грегори, высокомерный, эгоистичный и вероломный бывший лидер Хиллтопа, который привыкает к лидерству Мэгги[15][16].
- Поллианна Макинтош[англ.] — Энн (ранее известная как Джадис), бывшая предводительница Мусорщиков, которая с тех пор объединилась с Александрией. Она улетела на вертолёте, взяв с собой Рика[13].
- Каллан Маколифф — Олден, бывший член банды «Спасителей», который перешёл в группу Мэгги во время войны против Нигана[7].
- Ави Нэш[англ.] — Сиддик, бывший бродяга и врач, спасённый Карлом до его смерти[7].

### Повторяющиеся роли

#### Александрия
- Кенрик Грин — Скотт, поставщик припасов для Александрии.
- Мэнди Кристин Керр — Барбара, жительница Александрии.
- Тамара Остин — Нора, жительница Александрии и подруга Мишонн.
- Дженнифер Райкер — миссис Робинсон, жительница и садовница Александрии.
- Линдсли Реджистер — Лора, бывший лейтенант Спасителей и бывшая садовница в Убежище. Она переметнулась в Александрию после события по восстановлению моста.
- Мэтт Мэнгам — Д. Дж., враждебный бывший лейтенант Спасителей и бывший страж в Убежище. Он также переметнулся в Александрию после события по восстановлению моста.
- Кейли Флеминг и Хлоя Гарсия-Фрицци — Джудит Граймс, дочь Лори Граймс и Шейна Уолша, и приёмная дочь Рика и Мишонн.
- Анабель Холлоуэй — Грейси, дочь Спасителя, который был убит Риком во время битвы; она является приёмной дочерью Аарона.

#### Хиллтоп
- Бретт Батлер — Тэмми Роуз, жительница Хиллтопа и жена Эрла[17].
- Джон Финн — Эрл, кузнец в Хиллтопе и муж Тэмми Роуз[17].
- А. Дж. Эйкингер — Кен, резидент Хиллтопа, сын Эрла и Тэмми.
- Карен Сизей — Берти, резидент Хиллтопа.
- Джеймс Чен — Кэл, защитник и страж в Хиллтопе.
- Питер Циммерман — Эдуардо, резидент Хиллтопа.
- Энтони Лопес — Оскар, резидент Хиллтопа.
- Густаво Гомес — Марко, поставщик припасов для Хиллтопа.
- Келли Мак — Эделин, жительница Хиллтопа.
- Джексон Пэйс — Гейдж, резидент Хиллтопа.

#### Святилище (Убежище)
- Трейси Динвидди — Реджина, бывший лейтенант Спасителей.
- Элизабет Ладлоу — Арат, бывший лейтенант Спасителей, смирившаяся с группой Рика.
- Хлоя Актас — Таня, жительница Убежища и одна из бывших «жён» Нигана.
- Элиз Дюфур — Фрэнки, одна из бывших «жён» Нигана.
- Зак Макгоуэн — Джастин, враждебный Спаситель, незаинтересованный в совместной работе с другими общинами, и верный руководству Нигана, что раздражает Дэрила[17].
- Риз Койро[англ.] — Джед, бунтарский член Спасителей, который хочет вернуться к идеологии Нигана.[17].

#### Королевство
- Купер Эндрюс[англ.] — Джерри, резидент Королевства и правая рука Иезекииля. Состоит в отношениях с Набилой[13].
- Керри Кэхилл — Дайанн, один из лучших солдат Иезекииля и умелая лучница.
- Максен Линц — молодой Генри, житель Королевства и младший брат покойного Бенджамина. Он формирует связь с Кэрол.
  - Мэтт Линц — подросток Генри
- Надин Марисса — Набила, жительница и садовница Королевства, а также подруга Джерри.

#### Оушенсайд
- Сидни Парк — Синди, молодая женщина, которая стала лидером «Оушенсайда» после смерти её бабушки, Натании.
- Бриана Венскус — Беатриса, одна из лучших солдат Оушенсайда, которая не любит Спасителей.
- Николь Барре — Кэти, один из лучших солдат Оушенсайда.
- Мими Киркланд — Рэйчел, агрессивный молодой член Оушенсайда.

#### Группа Магны
- Надиа Хилкер — Магна, лидер небольшой группы странствующий выживших[17].
- Элинор Мацуура — Юмико, член группы Магны[18].
- Дэн Фоглер — Люк, человек, предпочитающий безопасность в количестве[19].
- Лорен Ридлофф — Конни, глухой член группы Магны[20].
- Энджел Теори — Келли, защищающая сестра Конни и член группы Магны[17].

#### Шепчущиеся
- Кэсседи Макклинси — Лидия, дочь Альфы[21].
  - Скарлетт Блум — молодая Лидия
- Райан Херст — Бета, второй во главе Шепчущихся[22].

#### Разбойники
- Энгус Сэмпсон — Оззи, предводитель Разбойников, группы налётчиков, оккупирующих прилегающие территории Королевства после падения Убежища.
- Джейсон Киркпатрик — Алек, правая рука Оззи.

#### Прочие
- Джон Бернтал — Шейн Уолш, бывший лучший друг Рика и напарник-полицейский, которого ранее Рик убил во втором сезоне. Он появился в галлюцинации Рика[23][24].
- Соникуа Мартин-Грин — Саша Уильямс, бывший член группы Рика, которая пожертвовала собой, чтобы помочь Рику и другим выжившим против Нигана во время седьмого сезона. Она появилась в галлюцинации Рика[24].
- Скотт Уилсон — Хершелл Грин, отец Мэгги, который был убит Губернатором в четвёртом сезоне. Он появился в галлюцинации Рика[24][25][26].
- Рутина Уэсли — Джослин, старая подруга Мишонн и лидер группы детей-сирот.

## Эпизоды
| № общий | № в сезоне | Название                                  | Режиссёр               | Автор сценария                                                      | Дата премьеры                                       | Зрители в США (млн) |
| --- | ---------- | ----------------------------------------- | ---------------------- | ------------------------------------------------------------------- | --------------------------------------------------- | ------------------- |
| 116 | 1          | «Новое начало» «A New Beginning»          | Грег Никотеро          | Анджела Канг                                                        | 6 октября 2018 (AMC Premiere) 7 октября 2018 (AMC)  | 6,08                |
| После победы над Спасителями прошло восемнадцать месяцев, за это время в Хиллтопе у Мэгги родился и подрос сын. Наступила сельскохозяйственная идиллия. Рик организует вылазку в Вашингтон, где забирает из музея множество полезных артефактов прошлого: каноэ, плуг, фургон и семена. Он пытается помочь Спасителям, научив их чему-то полезному, кроме как грабить и убивать. Некоторые его союзники этим недовольны. Мэгги, избранная новым лидером Хиллтопа, не желает делиться ресурсами с бывшими врагами. Да и среди Спасителей присутствует ностальгия по Нигану, хотя большинство из них считают Рика героем, остановившим войну. Старый прощелыга Грегори мутит воду в Хиллтопе. Он натравливает на Мэгги убитого горем отца, который потерял сына, а затем и сам пытается её зарезать. Вне себя от гнева Мэгги выносит приговор, и Грегори немедля вешают среди ночи на площади Хиллтопа. |            |                                           |                        |                                                                     |                                                     |                     |
| 117 | 2          | «Мост» «The Bridge»                       | Дэйзи фон Шерлер Майер | Дэвид Лесли Джонсон-Макголдрик                                      | 14 октября 2018                                     | 4,95                |
| Общины совместно восстанавливают обрушившийся мост, но работа не всегда ладится из-за проблем со Спасителями. Дисциплина у них никудышная, к тому же несколько Спасителей пропадали без вести, вместе с грузом топлива для Хиллтопа. Дэрил считает затею с примирением неосуществимой и пытается доказать это Рику. Рик приходит к Нигану, отбывающему пожизненное заключение в камере, и рассказывает об успехах совместной работы. Однако Ниган, как обычно, полон сарказма и выражает уверенность, что с ним ещё не всё кончено. Ночью, находясь на наблюдательной вышке, Джадис (она же Энн), бывшая королева Мусорщиков, замечает в небе проблесковый маячок пролетающего над лесом вертолета. |            |                                           |                        |                                                                     |                                                     |                     |
| 118 | 3          | «Предупреждающие сигналы» «Warning Signs» | Дэн Лью                | Кори Рид                                                            | 21 октября 2018                                     | 5,04                |
| Исчезновение рабочих из числа бывших Спасителей вносит разлад между общинами. Спасители бунтуют и требуют огнестрельного оружия для самозащиты. Дэрил и Мэгги пытаются выяснить, что происходит, и вскоре выясняют, что женщины Оушенсайда, вдохновлённые тем, как Мэгги наказала Грегори, сводят счёты со Спасителями. Узнав об этом, Спасители уходят со стройки. Дэрил и Мэгги, которые позволили свершить самосуд над Арат (одной из экс-главарей Спасителей), замышляют «навестить» Нигана. Ночью Энн проникает на свою бывшую свалку и по спрятанной рации связывается с неизвестным лицом, обсуждая с ним некую сделку. За этим занятием её застаёт Гэбриел, и получает по голове рукоятью пистолета. |            |                                           |                        |                                                                     |                                                     |                     |
| 119 | 4          | «Прошлые грехи» «The Obliged»             | Розмари Родригес       | Джеральдин Айноа                                                    | 28 октября 2018                                     | 5,10                |
| Строительство моста под угрозой из-за того, что ушли Спасители (большая часть рабочей силы), а также из-за усилившегося течения реки. Мэгги решает воспользоваться отсутствием Рика в Александрии и убить Нигана. Рик, узнав об этом, спешит вернуться и не дать ей наделать глупостей. Дэрил пытается помешать ему, но в итоге оба попадают в западню. Мишонн пытается накормить Нигана, тот согласен поесть в обмен на беседу с ней, чтобы наладить доверительные отношения. Ниган также пытается уговорить Мишонн, чтобы она принесла его любимую биту «Люсиль». Энн устраивает Гэбриелу испытание с мертвецом, но потом усыпляет и оставляет одного, а сама исчезает в неизвестном направлении. Спасители, раздобыв оружие, возвращаются на стройку, завязывают конфликт с Кэрол и провоцируют стрельбу, которая привлекает два находящихся неподалёку стада мертвецов. Рик и Дэрил выбираются из западни. Рик на коне пытается увести мертвецов, но, не удержавшись в седле, падает на торчащую арматуру — прямо перед приближающимся с двух сторон стадами ходячих. |            |                                           |                        |                                                                     |                                                     |                     |
| 120 | 5          | «Что будет после» «What Comes After»      | Грег Никотеро          | Сюжет: Скотт М. Гимпл и Мэттью Негрете Телесценарий: Мэттью Негрете | 4 ноября 2018                                       | 5,41                |
| Рику удаётся освободиться от штыря арматуры, который проткнул его насквозь. Истекая кровью и временами отключаясь, он продолжает уводить стадо ходячих прочь от поселений, с трудом держась в седле. В периоды отключки он видит товарищей, живых и павших, и они «помогают» ему не вырубиться окончательно. Мэгги пробирается в подвал, чтобы убить Нигана, но находит его там сломленным и жалким (по крайней мере, с виду), и решает оставить его в живых. Рик заманивает ходячих на недостроенный мост с целью сбросить их в реку, но мост выдерживает тяжесть мертвецов, и тогда Рик подрывает его на глазах у бегущих на помощь товарищей. Все уверены в его гибели. Энн в условленном месте ждёт встречи со своими таинственными покровителями. Она замечает плывущие по реке тысячи ходячих и лежащего на берегу искалеченного, но ещё живого Рика. Вертолёт уносит Рика и Энн в неизвестном направлении. Спустя время новая группа под предводительством некой Магны из последних сил борется со стадом ходячих, но в критический момент их выручает заметно подросшая Джудит Граймс, в папиной шляпе и с папиным револьвером.                                                   |            |                                           |                        |                                                                     |                                                     |                     |
| 121 | 6          | «Кто ты теперь?» «Who Are You Now?»       | Ларри Тенг             | Эдди Гузелиан                                                       | 11 ноября 2018                                      | 5,40                |
| Даже спустя годы Мишонн скорбит по Рику. Также она категорически против впустить в Александрию группу Магны, которую спасла Джудит, её приёмная дочь. Ещё у Мишонн есть сын от Рика. По окрестностям рыщет банда уцелевших Спасителей: они оголодали, их телеги запряжены ходячими, так как лошади давно съедены. Но попытка ограбить Кэрол и Генри стоит им слишком дорого. Кэрол сжигает Спасителей заживо. Джудит прилежно делает уроки, в этом ей помогает Ниган, который всё ещё сидит за решёткой. Он тоже считает, что брать в общину кого попало — не очень мудрая идея. Мишонн, поразмыслив, решает отправить новичков в Хиллтоп, отношения с которым после «гибели» Рика слегка прохладны. Юджин и Розита во время вылазки убегают от стада ходячих, но вот сюрприз — оказывается, некоторые из них вполне умеют разговаривать. |            |                                           |                        |                                                                     |                                                     |                     |
| 122 | 7          | «Страдива́риуc» «Stradivarius»             | Майкл Кадлиц           | Вивиан Тсе                                                          | 18 ноября 2018                                      | 4,79                |
| Мишонн ведёт группу Магны в Хиллтоп, не будучи уверена, что там их ждет тёплый прием, так как опасается конфликта с Мэгги. Они останавливаются на старой базе Магны, чтобы позволить Люку забрать коллекционные музыкальные инструменты, включая скрипку Страдивари. База разорена ходячими, и им приходится спешно бежать. Иисус избран новым лидером Хиллтопа, который превратился в преуспевающую сельскохозяйственную общину. Иисус упражняется в боевых искусствах и обсуждает с Аароном, как преодолеть отчуждение между Хиллтопом и Александрией. Они видят в небе сигнал, поданный Розитой из сигнального пистолета, и находят её обезвоженной и измождённой. Дэрил помогает Кэрол и Генри добраться до Хиллтопа. Узнав от Розиты о ситуации с Юджином, Дэрил и Иисус возглавляют небольшую группу, чтобы найти его. |            |                                           |                        |                                                                     |                                                     |                     |
| 123 | 8          | «Эволюция» «Evolution»                    | Майкл Э. Сатраземис    | Дэвид Лесли Джонсон-Макголдрик                                      | 25 ноября 2018                                      | 5,10                |
| После того, как Гэбриел случайно оставил клетку открытой, Ниган сбегает. Генри начинает своё обучение ремеслу кузнеца у Эрла, но уходит за пределы Хиллтопа и напивается в компании местных подростков, в результате чего его запирают за решёткой. Группу Магны в конечном счёте принимают в Хиллтоп, но Тара говорит им, что они должны «заработать себе место». Дэрил, Иисус и Аарон находят Юджина, который рассказывает, что слышал, как ходячие шепчутся друг с другом, и предполагает, что они эволюционируют. Шепчущаяся толпа быстро преследует группу и загоняет их в угол на кладбище. Мишонн, Магна и Юмико прибывают на помощь, но «ходячий» убивает Иисуса, пронзив его холодным оружием. Отбив нападение толпы, Дэрил обнаруживает, что шепчущиеся мертвецы на самом деле люди, которые носят кожу ходячих. Шепчущиеся окружают группу. |            |                                           |                        |                                                                     |                                                     |                     |
| 124 | 9          | «Адаптация» «Adaptation»                  | Грег Никотеро          | Кори Рид                                                            | 3 февраля 2019 (AMC Premiere) 10 февраля 2019 (AMC) | 5,16                |
| Дэрил, Мишонн и прочие покидают опасное место с раненым Юджином и телом Иисуса. Поняв алгоритм действия Шепчущихся, они заманивают небольшую группу мертвецов и тех, кто себя за них выдаёт на мост, где быстро расправляются с ними, одного из Шепчущихся захватывают живым, это оказывается перепуганная девушка. Тем временем Ниган сбегает из своей тюрьмы, это замечает Джудит, но Ниган уговаривает девочку дать ему уйти. Впрочем он довольно быстро понимает, что на свободе не найдёт себя и возвращается обратно. В Хиллтопе Олден и напросившийся к нему в напарники Люк отправляются в патруль, остальные хоронят Иисуса, Мишонн и Тара допрашивают пленницу. Та плачет, но всё рассказывать о себе не торопится, даже когда Дэрил угрожает ей казнью. Генри, всё ещё отбывающий арест в соседней клетке, решает попробовать поговорить с пленницей и та открывает ему, что её зовут Лидия. Олден и Люк находят воткнутые в деревья стрелы от лука Юмико. Собирая их они натыкаются на группу мертвецов, но они не кидаются на них, что вызывает у обоих замешательство, а затем одна из ходячих выходит к ним, бросает к их ногам ещё одну стрелу и направляет на них обрез. |            |                                           |                        |                                                                     |                                                     |                     |
| 125 | 10         | «Омега» «Omega»                           | Дэвид Бойд             | Ченнинг Пауэлл                                                      | 17 февраля 2019                                     | 4,54                |
| Лидия сидит в тюрьме, с ней разговаривает Генри, а Дэрил подслушивает их разговоры снаружи, надеясь получить информацию. Периодически показываются флешбеки, где маленькая Лидия со своими родителями в начале эпидемии прячется в подвале, вместе с другими выжившими. По мере ухудшения положения характер её матери изменялся в сторону ожесточения, от её рук погиб отец Лидии. В настоящем между Генри и Лидией зарождается симпатия. Дэрил тоже начинает жалеть девушку, которая рассказала правду о своём прошлом. Тем временем группа Магны решает выбраться за территорию на поиски Люка, не уведомив при этом Тару. На обратном пути их встречают дозорные Хиллтопа и ведут в поселение, неожиданно появляется группа Шепчущихся. Их лидер Альфа подходит к воротам и требует вернуть свою дочь Лидию. |            |                                           |                        |                                                                     |                                                     |                     |
| 126 | 11         | «Щедрый подарок» «Bounty»                 | Мира Менон             | Мэттью Негрете                                                      | 24 февраля 2019                                     | 4,39                |
| В Королевстве Иезекииль и его товарищи, не зная о драматических событиях в Хиллтопе, готовятся к ярмарке, и с этой целью обыскивают полный мертвецов заброшенный кинотеатр — королю нужна лампа для кинопроектора. В Хиллтопе лидер Шепчущихся ведёт переговоры с Дэрилом. В обмен на Лидию она предлагает пленённых Олдена и Люка. Дэрил соглашается, но неожиданно выясняется, что Генри освободил Лидию и исчез вместе с ней. Энид и Тара находят беглецов и Лидия решает вернуться к своей группе. Обмен состоялся. Люк и Олден возвращаются, Лидия уходит с Шепчущимися. Ночью Дэрил узнаёт, что Генри последовал за ними и вместе с Конни отправляется на его поиски. |            |                                           |                        |                                                                     |                                                     |                     |
| 127 | 12         | «Стражи» «Guardians»                      | Майкл Э. Сатраземис    | Латойя Морган                                                       | 3 марта 2019                                        | 4,71                |
| Шепчущиеся возвращаются в свой стан. Генри следует за ними и попадается. Ему удается справиться с заметившим его шепчущимся, но его хватает заместитель Альфы, огромный верзила по прозвищу Бета. Находясь в плену, Генри знакомится с бытом и порядками Шепчущихся. Так, на его глазах Альфа убивает посмевших спорить с ней женщину и мужчину. Ночью Альфа требует от Лидии убить Генри и та готова подчиниться матери, но в этот момент в лагерь, замаскировавшись под Шепчущегося, приходит Дэрил и натравливает на врагов ходячих. В суматохе он освобождает Генри, который отказывается уходить без Лидии. Тем временем Ниган возвращается в Александрию и предлагает Мишонн свои услуги в качестве советника. |            |                                           |                        |                                                                     |                                                     |                     |
| 128 | 13         | «Узкое место» «Chokepoint»                | Лизль Томми            | Эдди Гузелиан и Дэвид Лесли Джонсон-Макголдрик                      | 10 марта 2019                                       | 4,83                |
| Дэрил понимает, какие могут быть последствия его дерзости, поэтому решает не вести Генри и Лидию ни в одну из общин, чтобы не подставлять их жителей. Но за ними идёт группа Шепчущихся во главе с Бетой, сопровождаемая небольшой толпой ходячих. Тем временем жители Королевства подвергаются нападению неких разбойников. Король Иезекииль намерен отстаивать безопасность своих людей и провести ярмарку любой ценой. Благодаря дипломатии с разбойниками удаётся договориться. Конни приводит своих товарищей в заброшенную многоэтажку, где они когда-то останавливались с Магной, Юмико и Люком. Там Дэрил устраивает ловушку для преследователей. В ходе боя Генри ранен, а Дэрил и Бета сходятся один на один. Дэрил хитростью одерживает верх, сбросив Бету в шахту лифта, но тому удаётся выжить. |            |                                           |                        |                                                                     |                                                     |                     |
| 129 | 14         | «Шрамы» «Scars»                           | Миллисент Шелтон       | Кори Рид и Вивиан Тсе                                               | 17 марта 2019                                       | 4,57                |
| Во флэшбэках объясняется появление шрамов на спинах Мишонн и Дэрила, а также то, почему Мишонн перестала давать кров незнакомцам в Александрии: пять лет назад, пока Мишонн носила ребёнка Рика, в Александрию пришла женщина, оказавшаяся давней знакомой Мишонн до апокалипсиса. С ней была группа детей. Позже оказалось, что дети и их взрослая руководительница не такие невинные создания. Эти события наложили отпечаток на Мишонн, сделав её более жёсткой. Тем не менее она впускает Дэрила и его друзей. Подлатав Генри, группа решает следовать в Королевство. После, поговорив с Джудит, Мишонн решает помочь старым друзьям и, догнав их на повозке, подвозит до Королевства. |            |                                           |                        |                                                                     |                                                     |                     |
| 130 | 15         | «Спокойствие перед…» «The Calm Before»    | Лора Белси             | Джеральдин Айноа и Ченнинг Пауэлл                                   | 24 марта 2019                                       | 4,15                |
| Впервые за долгое время общины собираются на ярмарке в Королевстве. Лидеры четырёх общин подписывают Пакт о взаимопомощи и клянутся объединиться против Шепчущихся. Альфа проникает на ярмарку, замаскировавшись под убитую жительницу Хиллтопа, чтобы поговорить со своей дочерью. Лидия отказывается возвращаться. Дэрил, Кэрол, Мишонн и Юмико уезжают из Королевства и попадают в засаду Шепчущихся. Альфа отпускает пленников после того, как показывает Дэрилу огромную орду ходячих, которую она грозит направить на общины, если они вновь вступят на территорию Шепчущихся. На границе территории они находят раненого Сиддика и колья с насаженными на них головами Тары, Энид, Тэмми Роуз, Генри, Родни, Эдди, Оззи, Алека, Ди-Джея и Фрэнки. Сиддик, которого пощадили, чтобы он рассказал об этом, рассказывает, что они все погибли героями, сражаясь, чтобы защитить друг друга как семью, несмотря на то, что многие даже не знали друг друга. Сиддик призывает общины помнить и чтить павших, не позволяя их потере снова разлучить их. Позже, когда Дэрил и Лидия посещают границу, начинает падать снег.                                                               |            |                                           |                        |                                                                     |                                                     |                     |
| 131 | 16         | «Буря» «The Storm»                        | Грег Никотеро          | Анджела Канг и Мэттью Негрете                                       | 31 марта 2019                                       | 5,02                |
| Наступает зима, причём более суровая, чем предыдущие. В Королевстве лопаются трубы и начинаются проблемы с отоплением. Король Иезекииль решает отвести своих людей в более благополучный Хиллтоп. В дороге Лидия пытается покончить с собой, но её останавливает Кэрол. На ночь группа останавливается в заброшенном Святилище. На следующий день приходится продолжать путь пешком, причём по территории Шепчущихся. Лидия, терзаемая муками совести, просит Кэрол убить её. На Александрию обрушивается снежная буря, что заставляет её обитателей собраться вместе в одном доме. Выпущенный из тюрьмы Ниган спасает Джудит, убежавшую в пургу за собакой Дэрила. Когда буря стихает, люди из Королевства прибывают в Хиллтоп, а часть из них движется дальше в Александрию. В конце эпизода Джудит разговаривает с Иезекиилем по радио. После окончания их разговора в эфир выходит неизвестная женщина, просящая о помощи. |            |                                           |                        |                                                                     |                                                     |                     |

## Производство
Сериал был продлён на девятый сезон в январе 2018 года. Вместе с продлением было объявлено, что шоураннер Скотт М. Гимпл будет повышен до директора по контенту как для «Ходячих мертвецов», так и для «Бойтесь ходячих мертвецов», в то время как сценарист и соисполнительный продюсер Анджела Канг возьмёт на себя обязанности Гимпла в «Ходячих мертвецах».
Съёмки девятого сезона начались 30 апреля 2018 года; Грег Никотеро снял первый эпизод сезона. Майкл Кадлиц, игравший Абрахама Форда, стал режиссёром седьмого эпизода сезона.
В девятом сезоне присутствует переоформленная вступительная заставка титров. В анимированной заставке, которая вдохновлена комиксом, присутствуют знакомые образы, такие как мотоцикл и арбалет Дэрила, и катана Мишонн. Канг сказала о вдохновении для новой заставки: «В ощущении сезона присутствуют элементы жанра вестерна. Мы отдаём дань уважения некоторым знаковым моментам из комиксов. Жизнь происходит из смерти. Природа берёт верх, в то время как другие вещи рушатся».

### Кастинг

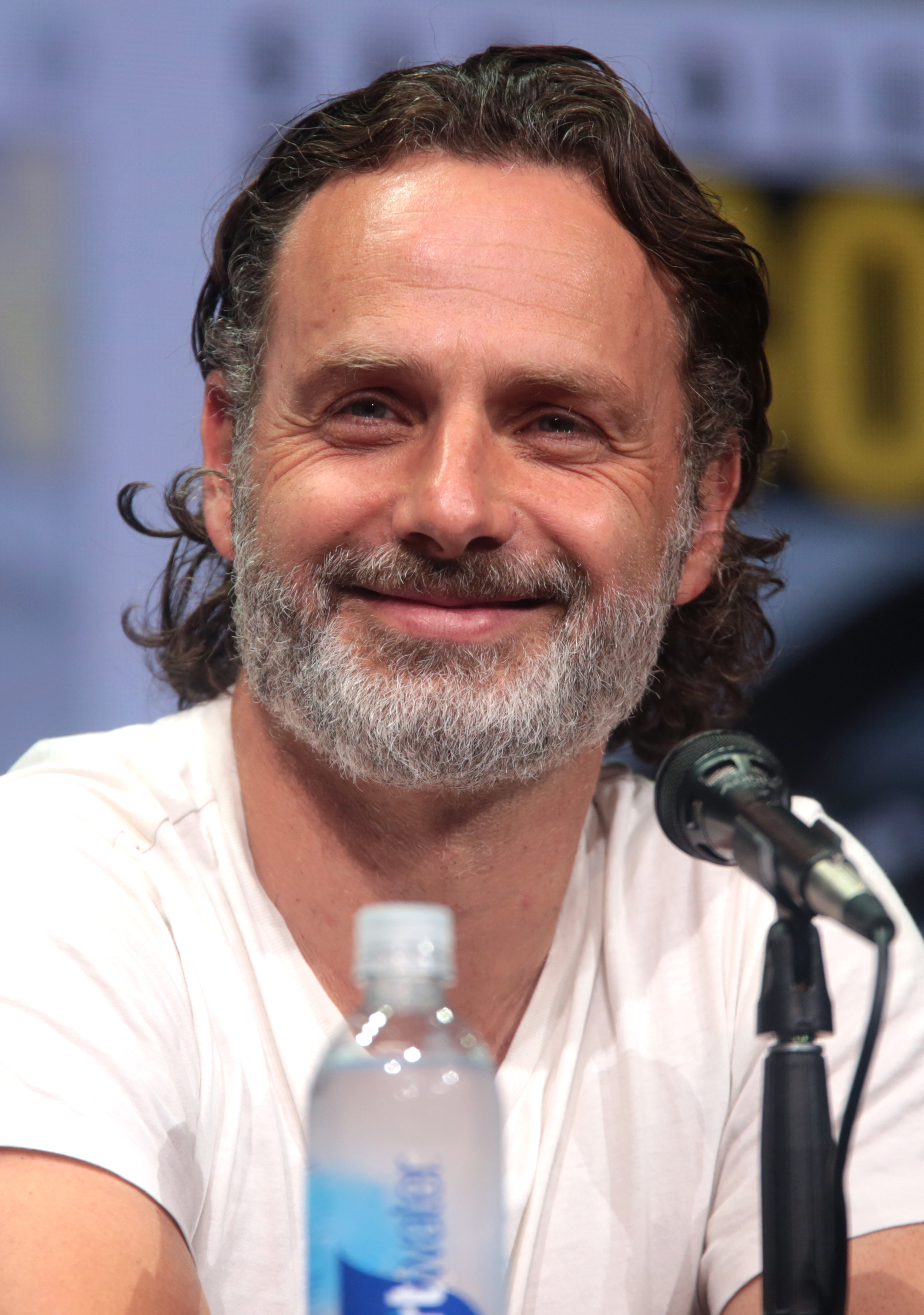
Было подтверждено, что девятый сезон станет последним для основного актёра сериала Эндрю Линкольна.

Большинство контрактов актёров должны были быть продлены на девятый сезон и более, и большинство актёров вновь подписали контракты; заметным исключением стала Лорен Коэн, которая играет Мэгги Грин. Коэн добивалась повышения зарплаты от AMC, учитывая высокий спрос на неё со стороны других сетей; хотя она подписала контракт на участие в новом сериале, «Виски Кавалер», для канала ABC, этот контракт всё таки позволит ей принять участие в «Ходячих мертвецах» в ограниченной роли. В апреле Коэн подтвердила, что она подписала контракт на участие в девятом сезоне, но только на шесть эпизодов.
В конце восьмого сезона, бывший основной актёр Ленни Джеймс (играющий Моргана Джонса) перешёл в соседний сериал «Ходячих мертвецов», «Бойтесь ходячих мертвецов», так как шоураннер Скотт М. Гимпл чувствовал, что о Моргане можно было рассказать больше историй, и что это было бы более эффективным, учитывая меньший актёрский состав и повествовательный подход в «БХМ». В мае 2018 года было объявлено, что Ави Нэш и Каллан Маколифф, которые присоединились к сериалу в восьмом сезоне в соответствующих повторяющихся ролях Сиддика и Олдена, были повышены до основных актёров.
В конце мая сообщалось, что девятый сезон станет заключительным для Эндрю Линкольна, который играет главного героя Рика Граймса. Линкольн сказал, что, поскольку он живёт в Англии, и что съёмки сезона занимают шесть месяцев или больше, он считал, что пришло время покинуть сериал, чтобы иметь возможность проводить больше времени со своими подрастающими детьми. Тем не менее, он выразил желание снять эпизод в девятом сезоне, и он наблюдал за работой режиссёра Майкла Э. Сатраземиса, когда он снимал эпизод «Стражи». В июле 2019 года было подтверждено, что Линкольн будет режиссёром одного из эпизодов десятого сезона из-за конфликтов в расписании.После показа последнего эпизода Линкольна, AMC объявило о своих планах создать три фильма, чтобы исследовать события, связанные с персонажем Рика в будущем. Линкольн продолжит в фильмах играть Рика, а производство первого фильма ожидается начать в 2019 году. Помимо Линкольна, Поллианна Макинтош (Джадис / Энн) также будет сниматься в этих фильмах.
Лорен Коэн также объявила, что это будет её последний сезон в сериале, появившись в первых шести эпизодах в роли Мэгги Грин, прежде чем покинуть сериал. Наряду с другими обязанностями как актрисы, Коэн чувствовала, что ей стало слишком комфортно в этой роли, и пришло время двигаться дальше. Она высоко поблагодарила за возможность исследовать Мэгги в её последних нескольких эпизодах, но она не исключила возможность вернуться в будущих сезонах, учитывая её будущие проекты. В октябре 2019 года было подтверждено, что Коэн вернётся в основной актёрский состав в 11 сезоне.
В июне 2018 года было объявлено, что Джон Бернтал вновь исполнит роль Шейна Уолша в одном эпизоде девятого сезона. В июле этого же года сообщалось, что глухая актриса Лорен Ридлофф присоединится к сериалу в девятом сезоне, где она будет играть Конни, глухую выжившую, которая общается с помощью языка жестов. Также в июле 2018 года, во время проведения San Diego Comic-Con, было объявлено, что Саманта Мортон получила главную роль в сериале, где она будет играть Альфу, лидера Шепчущихся, злодейку из серии комиксов. Также были объявлены другие повторяющиеся роли, которые исполнят Бретт Батлер, Джон Финн, Риз Койро, Дэн Фоглер и Зак Макгоуэн .
6 октября 2018 года, за день до премьеры сезона, шоураннеры на New York Comic Con подтвердили возвращение Бернтала в роли Шейна, а также что Соникуа Мартин-Грин и Скотт Уилсон вернутся к ролям Саши Уильямс и Хершела Грин, соответственно. Позже в тот же день, Уилсон умер от лейкемии; однако, согласно Comic Book, Уилсон успел снять свои сцены, которые будут показаны в первой половине сезона.
Девятый сезон подчёркивает уход основных актёров сериала, Ксандера Беркли (Грегори), Тома Пэйна (Пол «Иисус» Ровиа), Кейтлин Нейкон (Энид) и Аланны Мастерсон (Тара Чамблер). Персонажа Беркли убивают в первом эпизоде сезона, что адаптирует момент из комикса. Персонаж Пэйна убит в середине сезона, которая представляет Шепчущихся. Уход Пэйна был обоюдным, и актёр объяснил: «Это потрясающее шоу, и для меня было большой честью участвовать в этом шоу, но в то же время быть одним и тем же персонажем и не делать ничего интересного немного расстраивает». Персонажи Нейкон и Мастерсон были убиты в предпоследнем эпизоде сезона; их смерти были адаптированы из комикса, где среди нескольких людей, которые были убиты Шепчущимися, оказались Розита Эспиноса и Иезекииль.

### Сценарий
Анджела Канг заявила, что в сезоне будет временной скачок, который совпадает с сюжетом комиксов после арки «Всеобщая война». Она заявила, что они стремились придать сериалу «свежий внешний вид», и «сосредоточили много внимания на основных отношениях персонажей шоу, которые были продолжительными, а также на всех наших замечательных основных актёров». Канг сказала, что сезон будет «исследовать то, что произошло, в то время как человеческие объекты и структуры рушатся», и «что происходит, когда ресурсы истощаются», придавая сезону ощущение вестерна. Актёр Том Пэйн, который играет «Иисуса», сказал, что временной скачок составляет около полутора лет с конца восьмого сезона, давая выжившим достаточно времени, чтобы восстановить сельское хозяйство и животноводство.
Второй временной скачок происходит в конце пятого эпизода, после того, как вертолёт уносит раненого Рика в безопасное место. Действие следующей сцены происходит 6 лет спустя, когда теперь уже повзрослевшая Джудит спасает группу выживших от окруживших их мертвецов.

### Дизайн
В этом сезоне впервые появляются Шепчущиеся, группа выживших людей, которые создали шкуры и маски из ходячих, что позволяет им перемещаться среди орд зомби и манипулировать ими. Для этих масок режиссёр Грег Никотеро хотел изменить их внешний вид, который был показан в комиксах, что дало маскам вид, что они плавятся. Также Никотеро не хотел делать маски похожими на маску Кожаного лица из «Техасской резни бензопилой». Вместо этого они решили сделать маски Шепчущихся неподвижными, как у Майкла Майерса из серии фильмов «Хэллоуин», из-за чего, по словам Никотеро, «Вы не сможете судить о каких-либо эмоциях».

## Выпуск
Тизер к сезону был выпущен 19 июля 2018 года, в первый день фестиваля San Diego Comic-Con 2018. Трейлер был выпущен 20 июля 2018 года. Премьера девятого сезона состоялась 7 октября 2018 года, и эпизод был доступен на день раньше через AMC Premiere, сервис по требованию сети. Премьера середины сезона стала доступна на AMC Premiere на неделю раньше, 3 февраля 2019 года.

## Реакция

### Реакция критиков

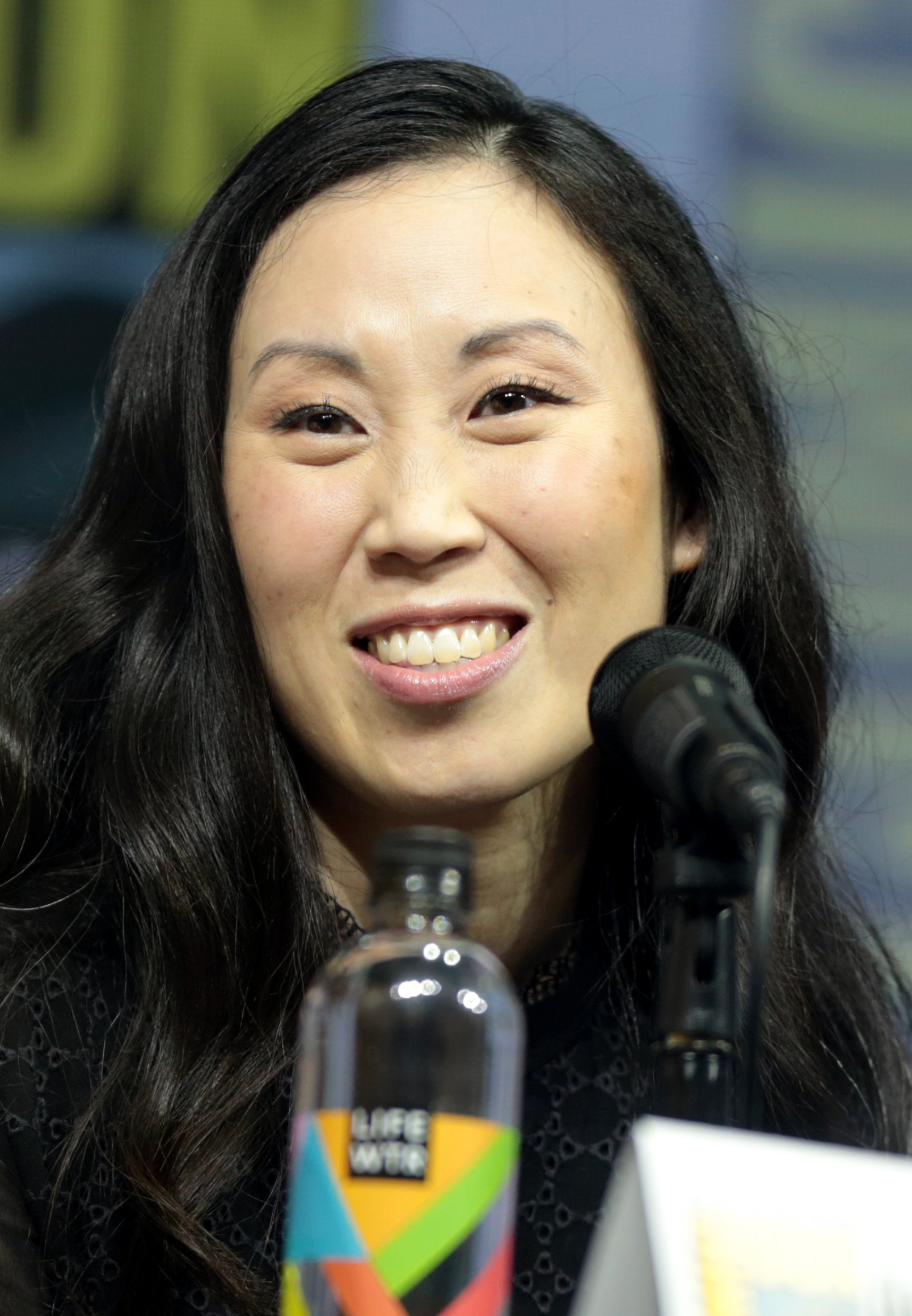
Сериал получил положительные отзывы, в частности благодаря новому шоураннеру Анджеле Канг.

Реакция критиков на девятый сезон «Ходячих мертвецов» была очень положительной, при этом критики отметили его улучшение по сравнению с двумя предыдущими сезонами, но остаются настороженными по поводу того, сможет ли сериал поддерживать своё улучшенное качество в течение всего сезона. На Rotten Tomatoes сезон удерживает оценку 91 %, со средним рейтингом 7,22 из 10, на основе 19 отзывов. Критический консенсус сайта гласит: «Девять сезонов, и „Ходячие мертвецы“ чувствуются более живыми, чем когда-либо, с повышенным напряжением и обновлённым темпом, который омолаживает эту продолжительную франшизу». На Metacritic сезон имеет оценку 72 из 100 на основе 4 критиков, указывая на «в целом положительные отзывы». Рассматривая премьеру сезона, Сара Моран из «Screen Rant» написала, что «эпизод чувствуется как свежий старт, в котором сериал так отчаянно нуждается, обменивая мрачное военное время на более мирный период роста и размышлений», и похвалила изменения, внесённые новым шоураннером Анджелой Канг. Эрик Кейн из «Forbes» назвал первый эпизод «лучшим эпизодом со времён 6-го сезона, а также лучше, чем многие в этом сезоне».
Брэндон Дэвис из Comicbook.com написал очень положительный отзыв, основанный на первых трёх эпизодах, похвалив более движимое персонажами повествование. В другом отзыве от Comicbook.com, Кэмерон Бономоло также похвалил первые три эпизода сезона, написав: «„Ходячие мертвецы“ теперь являются политической драмой, просматриваемой через призму зомби-апокалипсиса, обращая больше внимания на более сложный и движимый персонажами конфликт, который является самым сильным со времён первого сезона Фрэнка Дарабонта». Бономоло также назвал третий эпизод «потрясающим», и что он «доставляет одну из лучших тайн и драм, которые шоу когда-либо видело за свои восемь лет вещания». Джефф Стоун из «IndieWire» написал положительный отзыв, основанный на первых трёх эпизодах, и дал им оценку «A-». Он назвал девятый сезон «огромным шагом для шоу», и что эпизоды «столь же сильны, как и всё, что шоу сделало с расцвета 4-го сезона».
Предпоследний эпизод, «Затишье перед», получил признание от критиков. В эпизоде было убито несколько персонажей, среди которых основные персонажи Энид и Тара Чамблер. Алекс Маклеви из «The A.V. Club» похвалил эпизод, оценив его на A-, и он сказал: «В лучшем случае „Затишье перед“ может стать памятником того, чем было шоу, так как оно направляется в новое будущее, напоминанием о том, как оно выглядело во время своих самых сильных сезонов, прежде чем перетасовать шахматную доску нежити со своими основными основными игроками и изменить характер своей структуры и историй. „Предупреждающие знаки“ показал, что это возможно, и Шепчущиеся являются идеальным фоном, с помощью которого можно по-новому использовать персонажей и сообщества, так как они входят в новую эру существования. Да, это шоу не демонстрировало ничего похожего на последовательность, которая указывала бы на такой манёвр; продолжение своего неравномерного сочетания мыльно-оперной мелодрамы и интригующих экспериментов в острых ощущениях от пост-апокалипсиса вероятно является прогрессией. Но когда мы уже закрываем книгу на девятом сезоне и смотрим на 10(!) год шоу, это было отличным напоминанием того, что изначально нас заставило настроиться на просмотр шоу».
| Графики недоступны из-за технических проблем. См. информацию на Фабрикаторе и на mediawiki.org. - Сезон 9 (2018–19): Процент положительных отзывов на сайте Rotten Tomatoes |

### Рейтинги
| №  | Название                  | Дата показа     | Рейтинг (18—49) | Зрителей (миллионов) | DVR (18—49) | Зрителей DVR (миллионов) | Всего (18—49) | Всего зрителей (миллионов) |
| -- | ------------------------- | --------------- | --------------- | -------------------- | ----------- | ------------------------ | ------------- | -------------------------- |
| 1  | «Новое начало»            | 7 октября 2018  | 2,5             | 6,08                 | 1,5         | 3,26                     | 4,0           | 9,36                       |
| 2  | «Мост»                    | 14 октября 2018 | 2,0             | 4,95                 | 1,5         | 3,42                     | 3,5           | 8,38                       |
| 3  | «Предупреждающие сигналы» | 21 октября 2018 | 1,9             | 5,04                 | 1,1         | 2,39                     | 3,0           | 7,44                       |
| 4  | «Прошлые грехи»           | 28 октября 2018 | 2,0             | 5,10                 | 1,1         | 2,42                     | 3,0           | 7,51                       |
| 5  | «Что будет после»         | 4 ноября 2018   | 2,1             | 5,41                 | 1,2         | 2,63                     | 3,2           | 8,04                       |
| 6  | «Кто ты теперь?»          | 11 ноября 2018  | 2,0             | 5,40                 | 1,2         | 2,62                     | 3,2           | 8,02                       |
| 7  | «Страдива́риус»            | 18 ноября 2018  | 1,8             | 4,79                 | 1,1         | 2,44                     | 2,9           | 7,24                       |
| 8  | «Эволюция»                | 25 ноября 2018  | 2,0             | 5,09                 | 1,3         | 2,79                     | 3,3           | 7,88                       |
| 9  | «Адаптация»               | 10 февраля 2019 | 2,0             | 5,16                 | 0,8         | 1,95                     | 2,8           | 7,11                       |
| 10 | «Омега»                   | 17 февраля 2019 | 1,7             | 4,54                 | 1,2         | 2,81                     | 2,9           | 7,36                       |
| 11 | «Щедрый подарок»          | 24 февраля 2019 | 1,7             | 4,39                 | 1,2         | 2,84                     | 2,9           | 7,24                       |
| 12 | «Стражи»                  | 3 марта 2019    | 1,7             | 4,71                 | 0,9         | 2,27                     | 2,7           | 6,98                       |
| 13 | «Узкое место»             | 10 марта 2019   | 1,8             | 4,83                 | 0,8         | 1,91                     | 2,6           | 6,74                       |
| 14 | «Шрамы»                   | 17 марта 2019   | 1,7             | 4,57                 | 1,0         | 2,34                     | 2,6           | 6,91                       |
| 15 | «Спокойствие перед…»      | 25 марта 2019   | 1,5             | 4,15                 | 0,9         | 2,30                     | 2,4           | 6,45                       |
| 16 | «Буря»                    | 31 марта 2019   | 1,9             | 5,02                 | 1,0         | 2,44                     | 2,9           | 7,47                       |